# Caity Lotz
Caitlin "Caity" Marie Lotz, född den 30 december 1986 i San Diego, Kalifornien, är en amerikansk skådespelare, dansare, sångare och modell. 
Caity Lotz inledde sin karriär som dansare och deltog i turnéer tillsammans med Avril Lavigne och Lady Gaga. 2005 gick hon med i musikgruppen Soccx (med medlemmarna Caity Marie Lotz, Dominique Domingo, Noreen Villareal Juliano, Angela Randle, Nicole Isaacs och Claude Racine) som under 2006–2008 hade betydande skivframgångar. 
Sin skådespelardebut gjorde hon 2006 i Bring It On: All or Nothing, en cheerleader-film. Senare kan nämnas skräckfilmen The Pact från 2012, och rollen som Sara Lance i tv-serien Arrow (2012–) och i serien Legends of tomorrow (2016–).

## Filmografi (urval)
- 2006 – Bring It On: All or Nothing
- 2012 – The Pact
- 2013 – The Machine
- 2013 – Battle of the Year
- 2013 – Live at the Foxes Den
- 2014 – The Pact 2
- 2015 – 400 Days
- 2017 – Small Town Crime

## Diskografi

### Med Soccx
Studioalbum
- 2007 – Hold On[2]

Singlar
- 2006 – "From Dusk Till Dawn (Get The Party Started)"
- 2006 – "Scream Out Loud"
- 2007 – "Can't Take My Eyes Off You"